# Isabel (serie de televisión chilena)
Isabel (conocida anteriormente como: Isabel Allende: no me mires así) es una miniserie web de drama biográfico chilena dirigida por Rodrigo Bazaes. La serie está basada en la vida de la escritora chilena Isabel Allende y se estrenó en televisión abierta el 3 de junio de 2021 en Mega. Mientras que para Latinoamérica y España se lanzó en streaming en Prime Video el 4 de junio de 2021. La producción está protagonizada por Daniela Ramírez como el personaje titular. El guion está basado en el libro Paula, que Isabel Allende dedicó a su hija Paula Frías.

## Reparto
- Daniela Ramírez como Isabel Allende
- Néstor Cantillana[2] como Miguel Frías
- Rodolfo Pulgar[2] como Agustín Llona
- Paola Volpato[2] como María Teresa Juárez
- Rosario Zamora[2] como Francisca Llona

## Premios y nominaciones
| Año  | Organización               | Categoría                                                  | Nominado/a(s)   | Resultado | Ref(s) |
| ---- | -------------------------- | ---------------------------------------------------------- | --------------- | --------- | ------ |
| 2021 | Premios Produ              | Mejor Serie Dramática                                      | Isabel          | Nominada  | [ 4 ]  |
| 2021 | Premios Produ              | Mejor Actriz Principal - Serie y Miniserie                 | Daniela Ramírez | Nominada  | [ 4 ]  |
| 2022 | Premios Caleuche           | Mejor actriz protagónica en series y/o miniseries          | Daniela Ramírez | Ganadora  | [ 5 ]  |
| 2022 | Premios Platino            | Mejor miniserie o teleserie cinematográfica iberoamericana | Isabel          | Nominada  | [ 6 ]  |
| 2022 | Premios Platino            | Mejor interpretación femenina en miniserie o teleserie     | Daniela Ramírez | Ganadora  | [ 6 ]  |
| 2022 | Premios Pulsar             | Mejor Música para Audiovisuales                            | Jorge Aliaga    | Nominado  | [ 7 ]  |
| 2022 | Premios Emmy Internacional | Mejor telefilme o miniserie                                | Isabel          | Nominada  | [ 8 ]  |